# جوایز اسکرین آسیا پاسیفیک
جوایز اسکرین آسیا پاسیفیک (انگلیسی: Asia Pacific Screen Awards) APSA یک مراسم است که با ابتکار فرهنگی بین‌المللی شورای شهر بریزبن استرالیا برای تکریم و تبلیغ فیلم‌ها، بازیگران، کارگردانان و فرهنگ‌های منطقه آسیا-اقیانوسیه به مخاطبان جهانی و تحقق اهداف یونسکو از طریق رسانه تأثیرگذار فیلم تأسیس شده‌است. این جوایز علاوه بر رقابتی بودن فرهنگ‌های مربوط منطقه را ترویج و حفظ می‌کند.